# Доктор Хто (сезон 2, 2006)
Другий сезон поновленого британського науков-фантастичного телесеріалу «Доктор Хто» почав транслюватися 25 грудня 2005 року з різдвяного спецвипуску «Різдвяне вторгнення». Трансляція звичайних епізодів серіалу почалась з 15 квітня 2006 року з епізоду «Нова Земля». Додатково були зняті два міні-епізоди: «Доктор Хто: Діти у злиднях», інтерактивний епізод «Атака Граска». Також було знято тринадцять Тардісод, кожна з яких слугує однохвилинним приквелом до відповідного епізоду сезону.
Епізоди поєднані спільною темою, яка повторюється у кожній серії у вигляді слова «Торчвуд». Також цей сезон є першим, якому передує різдвяний спецвипуск. Успіх спецвипуску «Різдвяне вторгнення» призвів до того, що щорічні різдвяні спецвипуски стали традиційними для «Доктора Хто».

## Головні персонажі та ролі
Це перший сезон «Доктора Хто», в якій головним героєм є Десятий Доктор, якого грає Девід Теннант. Головним супутником є Роуз Тайлер (грає Біллі Пайпер). Також Доктор короткий час подорожує з хлопцем Роуз Міккі Смітом (грає Ноель Кларк) та мати Роуз Джекі Тайлер (грає Камілла Кодурі).

## Список епізодів

### Різдвяний спецвипуск (2005)
| Номер | Назва                                              | Код | Епізоди                 | Сценарист        | Режисер     | Дата виходу в ефір |
| ----- | -------------------------------------------------- | --- | ----------------------- | ---------------- | ----------- | ------------------ |
| 167   | Різдвяне вторгнення (англ. The Christmas Invasion) | 2.X | 60-хвилинний спецвипуск | Расселл Т. Девіс | Джеймс Хоуз | 25 грудня 2005     |

### Другий (двадцять восьмий) сезон (2006)
| Номер | Назва                                                                                  | Код       | Епізоди   | Сценарист        | Режисер       | Дата виходу в ефір            |
| ----- | -------------------------------------------------------------------------------------- | --------- | --------- | ---------------- | ------------- | ----------------------------- |
| 168   | Нова Земля (англ. New Earth)                                                           | 2.1       | 1 епізод  | Расселл Т. Девіс | Джеймс Хоуз   | 15 квітня 2006                |
| 169   | Ікло та кіготь (англ. Tooth and Claw)                                                  | 2.2       | 1 епізод  | Расселл Т. Девіс | Еврос Лін     | 22 квітня 2006                |
| 170   | Шкільна зустріч (англ. School Reunion)                                                 | 2.3       | 1 епізод  | Тобі Вітхаус     | Джемс Хоус    | 29 квітня 2006                |
| 171   | Дівчина в каміні (англ. The Girl in the Fireplace)                                     | 2.4       | 1 епізод  | Стівен Моффат    | Еврос Лін     | 6 травня 2006                 |
| 172   | Повстання кіберлюдей (англ. Rise of the Cybermen) Сталева ера (англ. The Age of Steel) | 2.5 2.6   | 2 епізоди | Том МакРей       | Грем Харпер   | 13 травня 2006 20 травня 2006 |
| 173   | Ящик для ідіота (англ. The Idiot's Lantern)                                            | 2.7       | 1 епізод  | Марк Гатісс      | Еврос Лін     | 27 травня 2006                |
| 174   | Неможлива планета (англ. The Impossible Planet) Темниця сатани (англ. The Satan Pit)   | 2.8 2.9   | 2 епізоди | Метт Джонс       | Джеймс Стронг | 3 червня 2006 10 червня 2006  |
| 175   | Кохання і монстри (англ. Love & Monsters)                                              | 2.10      | 1 епізод  | Расселл Т. Девіс | Ден Зефф      | 17 червня 2006                |
| 176   | Бійтеся її (англ. Fear Her)                                                            | 2.11      | 1 епізод  | Меттью Грехем    | Еврос Лін     | 24 червня 2006                |
| 177   | Армія привидів (англ. Army of Ghosts) Судний день (англ. Doomsday)                     | 2.12 2.13 | 2 епізоди | Расселл Т. Девіс | Грем Харпер   | 1 липня 2006 8 липня 2006     |

### Додаткові епізоди
| Номер                                      | Назва                                                           | Код                                        | Епізоди                                                                            | Сценарист                                  | Режисер                                    | Дата виходу в ефір                         |
| Спеціальний випуск «Діти у злиднях» (2005) | Спеціальний випуск «Діти у злиднях» (2005)                      | Спеціальний випуск «Діти у злиднях» (2005) | Спеціальний випуск «Діти у злиднях» (2005)                                         | Спеціальний випуск «Діти у злиднях» (2005) | Спеціальний випуск «Діти у злиднях» (2005) | Спеціальний випуск «Діти у злиднях» (2005) |
| ------------------------------------------ | --------------------------------------------------------------- | ------------------------------------------ | ---------------------------------------------------------------------------------- | ------------------------------------------ | ------------------------------------------ | ------------------------------------------ |
| —                                          | Доктор Хто: Діти у злиднях (англ. Doctor Who: Children in Need) | CIN                                        | 7-хвилинний спецвипуск                                                             | Расселл Т. Девіс                           | Еврос Лін                                  | 18 листопада 2005                          |
| Інтерактивний епізод (2005)                |                                                                 |                                            |                                                                                    |                                            |                                            |                                            |
| —                                          | Атака Граска (англ. Attack of the Graske)                       | —                                          | 14-хвилинний інтерактивний епізод (2 варіанти розвитку сюжету: перемога і поразка) | Гарет Робертс                              | Ешлі Вей                                   | 25 грудня 2005                             |
| Приквели                                   |                                                                 |                                            |                                                                                    |                                            |                                            |                                            |
| —                                          | Тардісоди (англ. Tardisodes)                                    | —                                          | 13 однохвилинних епізодів                                                          | Гарет Робертс                              | Ешлі Вей                                   | 1 квітня 2006 — 1 липня 2006               |